# H-Burns
H-Burns, de son vrai nom Renaud Brustlein est un auteur-compositeur-interprète français de rock et de folk originaire de Romans-sur-Isère.

## Carrière
Le premier projet musical d'H-Burns est Dont Look Back, un groupe de post-rock dont il est le guitariste et formé à Valence en 1999. Influencé par Mogwai et Godspeed You! Black Emperor, Dont Look Back sort en 2003 son premier album, Drunk In Your Arms, chez Supersonik Sound. Deux ans plus tard, la formation enregistre Brighter, son second et dernier disque, sorti sur le label Noise Digger.
C'est d'ailleurs sur ce label qu'en 2006 H-Burns sort son premier album solo, Songs from the Electric Sky. Composé de onze chansons, entièrement acoustique, il est dédié à Johnny Cash. Songs from the Electric Sky ressort en 2008 chez Boxson, avec deux titres supplémentaires : Massacre et Through The Branches. Enregistré en quelques jours, l'ensemble se veut volontairement brut et dépouillé.
How Strange It Is to Be Anything at All voit le jour en 2008. À la différence du premier disque, H-Burns est cette fois-ci accompagné d'autres musiciens, notamment Stéphane Milochevitch (Thousand), Antoine Pinet, Jonathan Morali, de Syd Matters. Le titre de l'album est une référence à la chanson In the Aeroplane over the Sea de Neutral Milk Hotel. Conçues et enregistrées durant une dizaine de jours dans une vieille bâtisse familiale en Ardèche, les dix chansons d'How Strange It Is To Be Anything At All sont l'occasion pour H-Burns « de s'éloigner de compositions purement dans la tradition folk de Songs From The Electric Sky ».
Au mois de novembre 2009, H-Burns sort We Go Way Back, son troisième album. Enregistré à Grenoble et distribué par P Box, ce nouveau disque est marqué par une atmosphère beaucoup plus rock indépendant que les précédents. Influencé autant par les Walkmen que par Pavement, We Go Way Back est accueilli très favorablement par la critique. H-Burns multiplie les apparitions médiatiques (France Inter, France 2) et les festivals (FNAC Indétendances). À noter sur ce disque la participation du chanteur des Great Lake Swimmers Tony Dekker pour le titre Lonely Nights On Queen St.
Deux ans plus tard, H-Burns collabore avec Chris Bailey (The Saints) pour la sortie de Stranger chez Vicious Circle. Les deux musiciens effectuent ensuite une tournée d'une dizaine de dates en France, mais également à Londres au Borderline. En 2011, il se produit en solo au Bataclan pour la première partie des Doors (Ray Manzarek & Robby Krieger) à l'occasion du quarantième anniversaire de la mort de Jim Morrison.
Pour la production du successeur de We Go Way Back, H-Burns décide d'aller à Chicago (Illinois) pour enregistrer ses nouveaux titres à l'Electrical Audio, appartenant à Steve Albini, qui a notamment enregistré dans les années quatre-vingt dix In Utero de Nirvana, Rid of Me de PJ Harvey, Viva Last Blues de Palace ou bien encore Magnolia Electric Co. de Songs : Ohia en 2003. Ce quatrième album d'H-Burns sort en 2013. Il s'intitule Off the Map et il a été produit par Vietnam, le label des fondateurs de la revue So Foot.

« J’ai composé et maquetté Off the Map en sachant que je l’enregistrerais à Chicago, avec Albini. L’idée du séjour a nourri le disque, dans le son, les idées d’arrangements, et aussi dans le thème, avec la métaphore cartographique, le déplacement comme fil rouge. J’ai regardé des cartes par satellite, avec l’idée qu’on est facilement localisable, même quand on veut se perdre. »

— H-Burns, Les Inrocks
Après s'être entre autres produit à La Route du Rock au cours de la tournée qui suit, H-Burns retourne en studio, cette fois-ci du côté de Los Angeles et travaille avec Rob Schnapf (Elliott Smith, Beck, Guided By Voices) pour enregistrer Night Moves, son cinquième album, qui sort en 2015.

## Influences
Les influences d'H-Burns sont différentes selon les albums mais sont essentiellement anglo-saxonnes. Pour ses deux premiers disques, elles tendent plutôt du côté de la musique folk : Bob Dylan, Leonard Cohen, Jason Molina, Townes Van Zandt, Will Oldham, Bill Callahan. En ce qui concerne We Go Way Back, on se rapproche plutôt du rock indépendant des années 1990(Pavement, Sebadoh). On peut également citer de manière générale The Walkmen, Elliott Smith, Neutral Milk Hotel, Neil Young ou bien encore Bruce Springsteen.

## Discographie

### Albums
- 2006 : Songs From The Electric Sky (Noise Digger)
- 2008 : How Strange It Is to Be Anything at All (Boxson)
- 2009 : We Go Way Back (P Box)
- 2013 : Off the Map (Vietnam/Because Music)
- 2015 : Night Moves (Vietnam/Because Music)
- 2017 : Kid We Own The Summer (Vietnam/Because Music)
- 2019 : Midlife (Vietnam/Because Music)
- 2021 : Burns on the Wire (Play Two)
- 2023 : Sunset Park (Yotanka Records)

### EP
- 24 septembre 2012 : Six Years (Vietnam)

### Split
- 2011 : Stranger avec Chris Bailey (Vicious Circle)